# سلیمان‌شاه
سُلیمان‌شاه پدر ارطغرل، رئیس ایل قایی و پدربزرگ عثمان اول، بنیان‌گذار امپراتوری عثمانی است.
بنا بر روایت‌های تاریخی، سُلیمان‌شاه در سال ۱۲۳۶ و در حین شنا در رود فرات غرق شد و جسدش در استان حلب، سوریه، دفن شد. در سال ۱۹۲۱ توافق‌نامه‌ای میان ترکیه و سوریه به امضا رسید مبنی بر آن‌که آرامگاه سلیمان شاه، به‌عنوان «قلمرو خارجی ترکیه»، بخشی از خاک ترکیه محسوب شود.